# Elisabeth av Lorraine-Vaudémont
Elisabeth av Lorraine-Vaudémont, född 1395, död 1456, var grevinna av Nassau-Weilburg 1412-1429 som gift med greve Philipp I av Nassau-Weilburg, och regent av Nassau-Weilburg under för sin minderåriga son greve Philipp II av Nassau-Weilburg mellan 1429 och 1438. 
Hon betraktas som en renässanspionjär i skönlitteratur skriven på högtyska språket. Hon översatte och redigerade omkring 1437 fyra franska riddarromaner (chansons de geste) av Odo Arpin av Bourges, Sibille, Loher & Maller och Hug Chapler.